# Johnston City
Johnston City är en ort i Williamson County i Illinois. Vid 2010 års folkräkning hade Johnston City 3 543 invånare.

## Kända personer från Johnston City
- William C. Marland, politiker